# Dyo
Дайо Олатунджи (англ. Dayo Olatunji), наиболее известна под своим псевдонимом Dyo (ранее Ms D; род. 21 июля 1992) — британская R&B-певица из Лондона, Англия.

## Ранняя жизнь
Олатунджи имеет нигерийское происхождение. Её мать родилась в Великобритании, в то время как отец родился в Лагосе, Нигерия.
Начала петь в возрасте четырёх лет, но однако голос сформировался только к десяти годам, когда певица стала участвовать в различных конкурсах и в шоу талантов.

## Карьера

### 2009—2016: Ms D
Под своим прежним псевдонимом 'Ms D' она стала известна своим сотрудничеством с рэпером Уайли, совместно с которым она записала три сингла для его альбома 2013 года The Ascent. Также ранее, в 2009 году она участвовала в записи сингла Chipmunk «Oopsy Daisy». В 2012 году приняла участие в записи сингла Чарли Брауна «Dependency». В 2013 году записала бэк-вокальные партии к песне Игги Азалии «Bounce». 28 апреля 2014 года она выпустила свой дебютный мини-альбом Resonance, вместе с музыкальным видео к синглу «My Pen», которое предшествовало его выпуску.

### 2016 — настоящее: Dyo
Под своим новым псевдонимом Dyo, исполнила вокальные партии и стала соавтором песни шведского продюсера Neiked «Sexual». 15 сентября 2016 года подписала контракт с Warner Chappell Music.

## Дискография

### Мини-альбом
| Название  | История релиза                                                                         |
| --------- | -------------------------------------------------------------------------------------- |
| Resonance | - Выпущен: 28 апреля 2014 - Лейбл: Killing Moon Records - Формат: Digital download, CD |

### Синглы

#### В качестве приглашённого исполнителя
| «Oopsy Daisy» (совместно с Chipmunk)                           | 2009 | 1 | —  | 7  | 1  | I Am Chipmunk |
| «Heatwave» (совместно с Уайли)                                 | 2012 | 1 | 31 | 8  | 1  | The Ascent    |
| «Can You Hear Me? (Ayayaya)» (совместно с Уайли, Skepta и JME) | 2012 | 3 | —  | 26 | 3  | The Ascent    |
| «Reload» (совместно с Уайли)                                   | 2013 | 9 | —  | 83 | 10 | The Ascent    |
| «Dependency» (совместно с Чарли Браун и Yungen)                | 2015 | — | —  | —  | —  | N/A           |
| «Sexual» (Neiked при участии Dyo)                              | 2016 | 5 | 4  | 2  | 3  | TBA           |
| «—» означает, что сингл не попал в чарты или не был выпущен.   |      |   |    |    |    |               |